# Francesco Castracane degli Antelminelli
Francesco Castracane degli Antelminelli (Fano, 19 de julho de 1817 – Roma, 27 de março de 1899) foi um naturalista italiano. 
Foi educado na escola jusuíta em Reggio Emilia, ordenado sacerdote em 1840. Quatro anos depois foi feito cônego da Catedral de Fano, retomando o mesmo tempo seu estudos no Collegio dei Nobili em Roma. Em 1852 renunciou ao seu cargo de cônego e passou a residir em Roma. Castracane tinha interesse pela natureza e, durante a segunda metade de sua vida, dedicou-se à pesquisa biológica. Ele foi um dos primeiros a introduzir a microfotografia no estudo da biologia. Suas primeiras experiências na aplicação da câmera ao microscópio foram feitas já em 1862 com diatomáceas e, posteriormente, fez desses micro-organismos seu principal campo de estudo. Investigou sua estrutura e funções fisiológicas e, particularmente em seus últimos anos, seus processos de reprodução, também devido à sua influência em alguns dos problemas da biologia, geologia e até hidrografia.
As extensas coleções de diatomáceas obtidas pela Expedição Challenger foram confiadas a ele para descrição e classificação. Ele descobriu entre elas três novos gêneros, duzentas e vinte e cinco novas espécies cerca de trinta novas variedades. Foi autor de grande número de artigos, publicados principalmente nos proceedings da Accademia dei Nuovi Lincei, cujas reuniões presidiu por muitos anos.